# 孙力力
孙力力（1950年11月—），女，汉族，黑龙江人，中国杂技表演、编导艺术家，一级演员，中国杂技家协会副主席，中国杂技团常务副团长.